# Villa romaine de Giannutri
La Villa romaine de Giannutri est un site archéologique situé sur l'île de Giannutri, commune de l'île de Giglio, dans la localité de Cala Maetro, en Italie.

## Description

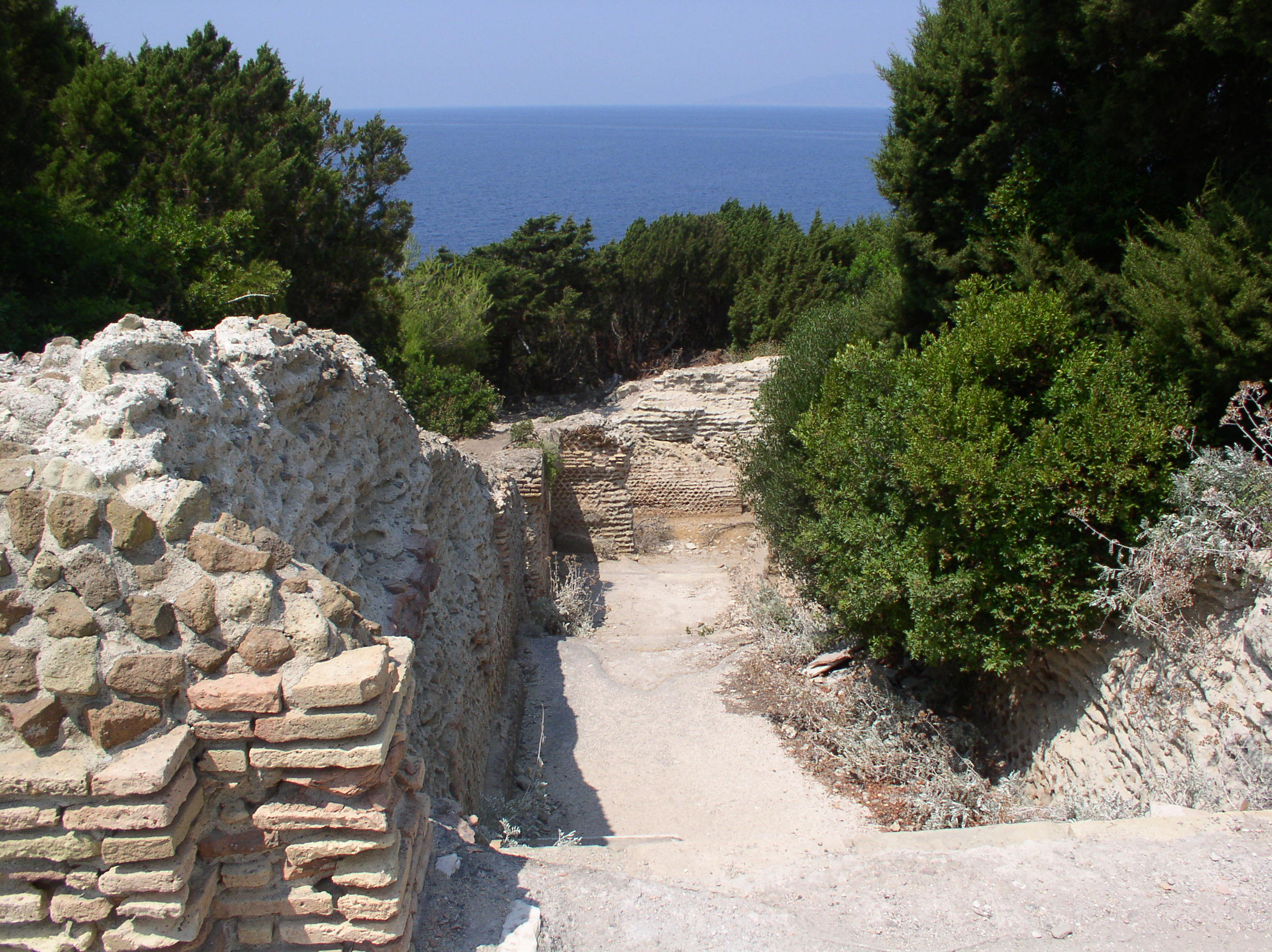
Voie d'accès à la villa.

Près de Cala Maestra se trouvent les vestiges d'une villa romaine, dont la construction remonte à la fin du Ier et le début du IIe siècle apr. J.-C. Cette villa a été construite par les Domitii Enobarbi, une famille sénatoriale d'importants commerçants qui comprenait Cnaeus Domitius Ahenobarbus, époux d'Agrippine, mère de l'empereur Néron.
La villa, construite au sommet du Monte Mario (78 m d'altitude), s'étendait sur une superficie d'environ cinq hectares. Elle fut abandonnée au IIIe siècle pour des raisons inconnues.
Dans le complexe de la villa, qui disposait d'un port maritime, différentes pièces ont été identifiées, telles que les citernes de collecte des eaux pluviales, les pièces thermales, les pièces de la zone résidentielle et celle dédiée aux services.

## Histoire
Les premières fouilles sont dues à Gualtiero Adami, qui vécut sur l'île de 1882 à 1922, année de sa mort, mais l'identification des vestiges avec la villa romaine remonte à 1900 et est due à l'archéologue Giuseppe Pellegrini.
Entre 1925 et 1930, Bice Vaccarino Foresto, archéologue amatrice, a effectué des fouilles dans le secteur de la villa, en accord et avec les indications de la Surintendance des Antiquités d'Étrurie.
Entre 1991 et 2002, la mosaïque du Labyrinthe a été restaurée, puis exposée au Musée Archéologique National de Florence.
La villa qui jusqu'alors avait appartenu au Comte Gualtiero Adami (dit Il Garibaldino ), a été vendue aux enchères en 2004 puis récupérée par la Région de Toscane par le Ministère de l'Environnement, qui a exercé le droit de préemption.
En 2022, après de longues années de restauration menées par la Surintendance de l'archéologie, des beaux-arts et du paysage pour les provinces d'Arezzo, Sienne et Grosseto, qui ont suivi des années d'abandon et de dégradation, et qui ont également impliqué la démolition de bâtiments modernes, on peut aujourd'hui admirer les vestiges de trois pièces de la villa,.